# Le Vernet-Chaméane
Le Vernet-Chaméane is een fusiegemeente (commune nouvelle) in het Franse departement Puy-de-Dôme (regio Auvergne-Rhône-Alpes). De plaats maakt deel uit van het arrondissement Issoire. Le Vernet-Chaméane is op 1 januari 2019 ontstaan door de fusie van de gemeenten Chaméane en Vernet-la-Varenne. De gemeente telde 780 inwoners op 1 januari 2022.

## Geografie
De oppervlakte van Le Vernet-Chaméane bedroeg op 1 januari 2022 46,01 vierkante kilometer; de bevolkingsdichtheid was toen 17 inwoners per km².

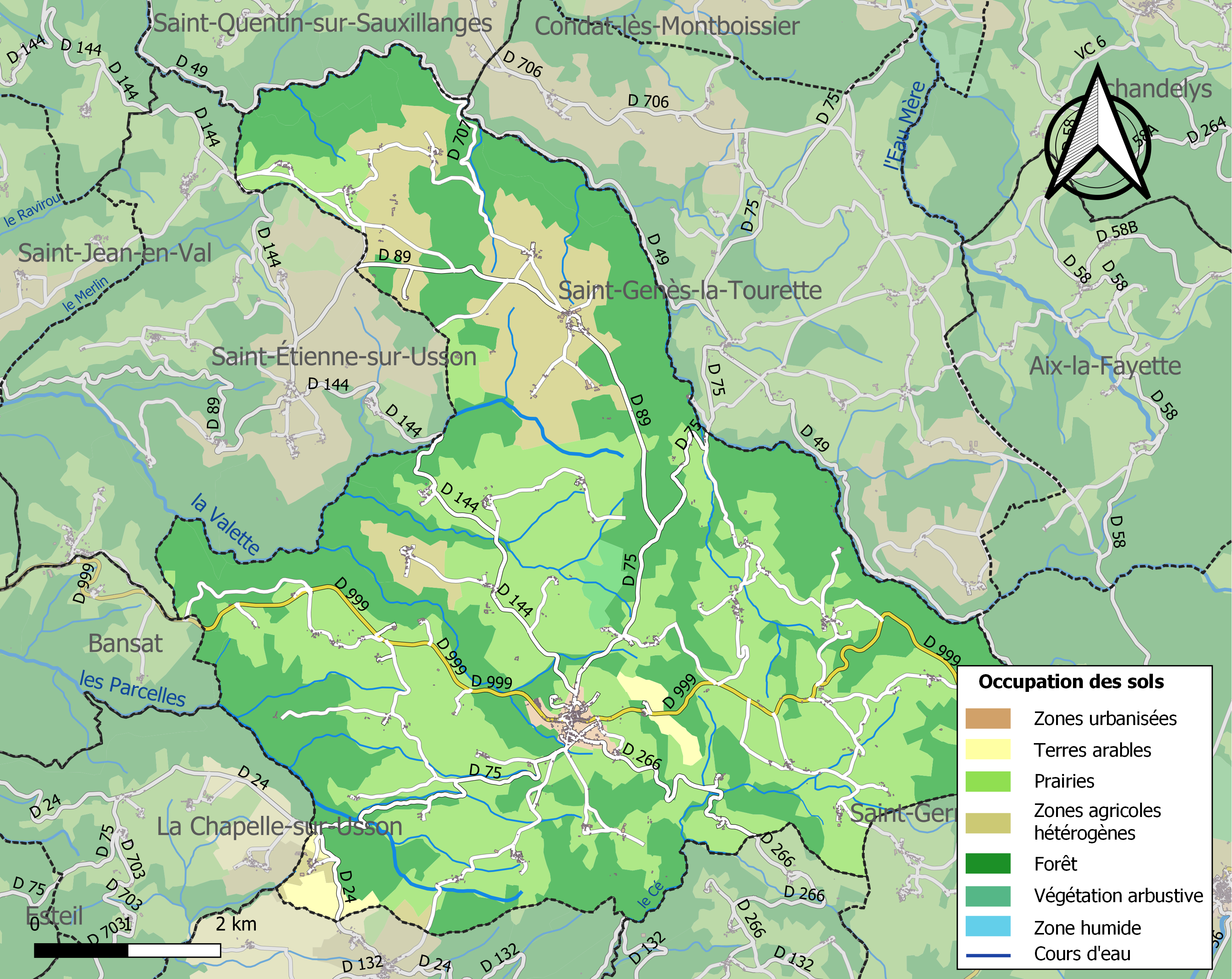
Kaart van de gemeente met belangrijkste infrastructuur, bodemgebruik en omliggende gemeenten